# Erriapus
Erriapus ou S XXVIII (désignation temporaire S/2000 S 10) est l'un des satellites naturels de Saturne. Il fut découvert en 2000 par l'équipe de Brett J. Gladman.
Il appartient au groupe gaulois des satellites naturels de Saturne.
Il porte le nom d'un géant de la mythologie celtique. D'abord nommé Erriapo (datif), le nom fut changé en Erriapus (nominatif) en décembre 2007.

## Récapitulatif des noms officiels
- 23/09/2000 - 07/12/2000 : découverte, pas encore de nom officiel ;
- 07/12/2000 - 08/08/2003 : S/2000 S 10 par l'IAUC 7539[1] ;
- 08/08/2003 - 17/12/2007 : Saturne XXVIII Erriapo (en anglais Saturn XXVIII Erriapo) par l'IAUC 8177[2] ;
- depuis le 17/12/2007 : Saturne XXVIII Erriapus (en anglais Saturn XXVIII Erriapus)[3], confirmée par l'IAUC 9191 du 11 janvier 2011[4].